# Oxyuranus
Oxyuranus is een geslacht van giftige slangen uit de familie koraalslangachtigen (Elapidae) en de onderfamilie Elapinae.

## Naam en indeling
De wetenschappelijke naam van de groep werd voor het eerst voorgesteld door James Roy Kinghorn in 1923. Er zijn drie soorten, inclusief de pas in 2007 beschreven soort Oxyuranus temporalis. De slangen werden eerder aan andere geslachten toegekend, zoals Diemenia, Pseudechis en Parademansia.

## Uiterlijke kenmerken
De slangen bereiken een lichaamslengte van ongeveer twee tot meer dan drie meter. De lang en smalle kop is duidelijk te onderscheiden van het lichaam door de aanwezigheid van een insnoering. De ogen zijn relatief groot en hebben een ronde pupil. De slangen hebben 21 tot 23 rijen schubben in de lengte op het midden van het lichaam.

## Levenswijze
De vrouwtjes zetten eieren af. Jongere dieren jagen op kleine zoogdieren zoals muizen, volwassen exemplaren maken wat grotere prooidieren buit zoals ratten. De soorten die tot dit geslacht behoren, worden gerekend tot de giftigste slangen ter wereld. De inlandtaipan (Oxyuranusmicrolepidotus) is de allergiftigste en verantwoordelijk voor fatale gevallen bij de mens. Het gif van deze soort is ongeveer 50 keer dodelijker dan dat van de brilslang (Naja naja). Niettemin is het aantal slachtoffers beperkt. De slang is schuw van karakter en in de dorre, uitgestrekte outback doen zich nauwelijks ontmoetingen voor.

## Verspreiding en habitat
De slangen komen voor in delen van Azië in de landen Papoea-Nieuw-Guinea en Indonesië en in Australië in de deelstaten New South Wales, Noordelijk Territorium, Queensland, West-Australië, Victoria en Zuid-Australië. De habitat bestaat uit droge tropische en subtropische scrublands, droge tropische en subtropische bossen en vochtige laaglandbossen, graslanden, draslanden en woestijnen. Ook in door de mens aangepaste streken zoals plantages en landelijke tuinen kunnen de dieren worden aangetroffen.

## Beschermingsstatus
Door de internationale natuurbeschermingsorganisatie IUCN is aan alle soorten een beschermingsstatus toegewezen. De slangen worden beschouwd als 'veilig' (Least Concern of LC).

## Soorten
Het geslacht omvat de volgende soorten, met de auteur en het verspreidingsgebied.
| Naam                                    | Auteur                                        | Verspreidingsgebied                                                                                             |
| --------------------------------------- | --------------------------------------------- | --- |
| Inlandtaipan (Oxyuranus microlepidotus) | McCoy, 1879                                   | Australië (New South Wales, Queensland, Victoria, West-Australië, Zuid-Australië)                               |
| Taipan (Oxyuranus scutellatus)          | Peters, 1867                                  | Papoea-Nieuw-Guinea, Indonesië, Australië (New South Wales, Noordelijk Territorium, Queensland, West-Australië) |
| Oxyuranus temporalis                    | Doughty, Maryan, Donnellan & Hutchinson, 2007 | Australië (West-Australië)                                                                                      |